# Carlos Lozano Parra
Carlos Alberto Lozano Parra, (Valencia, Venezuela, 9 de enero de 1973) es un político y abogado venezolano, exdiputado a la Asamblea Nacional. Es candidato a la alcaldía de Valencia por la Mesa de la Unidad Democrática en las elecciones de 2021.

## Carrera política
Lozano es abogado, egresado de la Universidad de Carabobo. Realizó estudios sociales e Idiomas en la Universidad de Washington. Realizó especializaciones en la Fundación Konrad Adenauer en Alemania, en la ODCA en Chile, y en la Escuela Latinoamericana en Estados Unidos.
Es fundador programa social e informativo «Caminando con Carlos Lozano», que surgió en 1997, tras los cambios políticos en Venezuela que derivaron de una crisis bancaria y económica, y generaron pobreza en el país, dedicado a denunciar ante las autoridades la ausencia de servicios y otros recursos públicos que son competencia de los organismos públicos. Eventualmente Lozano abriría un programa de radio, especialmente dedicado a la denuncia pública.
Fue candidato a Legislador al Consejo Legislativo del Estado Carabobo en las elecciones regionales de 2004 por el partido Un Solo Pueblo donde solo obtuvo 165 votos (0.49%). Bajo la bandera de Un Solo Pueblo, Lozano se postuló como candidato a diputado a la Asamblea Nacional en las elecciones parlamentarias de 2005, en las que la oposición se retiró alegando falta de garantías electorales, obteniendo sólo 619 votos (2%). En las parlamentarias de 2010, fue postulado por su partido, CAMINA a diputado a la Asamblea Nacional, sin embargo, quedó de octavo lugar con solo 1.995 votos (0,22%), y no obtuvo el apoyo de los principales partidos opositores, encabezados por Proyecto Venezuela.

### Diputado a la Asamblea Nacional
Se proclamó candidato de la Mesa de la Unidad a diputado el 18 de mayo de 2015, por Cuentas Claras. Fue elegido diputado el 6 de diciembre de 2015, en las elecciones parlamentarias, por la tarjeta de la MUD, en la circunscripción N.º 5 del Estado Carabobo, en dicha contienda obtuvo 199.192 votos lo que equivale al 17.70%.
El 5 de enero de 2018 fue designado como presidente de la Comisión Permanente de Cultos y Régimen Penitenciario de la Asamblea Nacional, instalada el 21 de febrero de ese año.
En diciembre de 2019 es allanada su inmunidad parlamentaria por el Tribunal Supremo de Justicia de Venezuela y la Asamblea Nacional Constituyente.

### Candidaturas a alcalde
Fue candidato a la alcaldía de Valencia por su partido CAMINA, en las elecciones del 10 de diciembre de 2017, quedando de segundo lugar con 44.557 votos (19.37%) frente al candidato oficialista, Alejandro Marvéz que obtuvo 161.881 votos, es decir, el 70.39% del total. En la elección hubo una división opositora puesto a que alcalde para ese entonces, Miguel Cocchiola (quien obtuvo 21.881 votos, 9.51%), buscó la reelección y fracasó. Lozano comentó sobre la reelección del alcalde Cocchiola diciendo «Cocchiola tiene un altísimo rechazo y nosotros tenemos una altísima aceptación».
Lozano buscó nuevamente la alcaldía de Valencia en las elecciones regionales de noviembre de 2021, consiguiendo la nominación de la Mesa de la Unidad Democrática en agosto de ese año. Lozano enfocó su campaña principalmente en el sur de Valencia, zona históricamente chavista, donde reside la clase obrera, y donde vive un porcentaje clave de la población.